# Loturile pentru Campionatul Mondial de Fotbal 1966
Mai jos sunt loturile pentru  Campionatul Mondial de Fotbal 1966 din Anglia.

## Grupa 1

### Anglia
Manager: Alf Ramsey
| Nr. | Poz. | Jucător               | Data nașterii (vârsta) | Selecții | Club                |
| --- | ---- | --------------------- | ---------------------- | -------- | ------------------- |
| 1   | P    | Gordon Banks          | 30 decembrie 1937      | 27       | Leicester           |
| 2   | F    | George Cohen          | 22 octombrie 1939      | 24       | Fulham              |
| 3   | F    | Ray Wilson            | 17 decembrie 1934      | 45       | Everton             |
| 4   | M    | Nobby Stiles          | 18 mai 1942            | 14       | Manchester United   |
| 5   | F    | Jack Charlton         | 8 mai 1935             | 16       | Leeds United        |
| 6   | F    | Bobby Moore (căpitan) | 12 aprilie 1941        | 41       | West Ham            |
| 7   | M    | Alan Ball             | 12 mai 1945            | 10       | Blackpool           |
| 8   | A    | Jimmy Greaves         | 20 februarie 1940      | 51       | Tottenham           |
| 9   | M    | Bobby Charlton        | 11 octombrie 1937      | 68       | Manchester United   |
| 10  | A    | Geoff Hurst           | 8 decembrie 1941       | 4        | West Ham            |
| 11  | A    | John Connelly         | 18 iulie 1938          | 19       | Manchester United   |
| 12  | P    | Ron Springett         | 22 iulie 1935          | 33       | Sheffield Wednesday |
| 13  | P    | Peter Bonetti         | 27 septembrie 1941     | 1        | Chelsea             |
| 14  | F    | Jimmy Armfield        | 21 septembrie 1935     | 43       | Blackpool           |
| 15  | F    | Gerry Byrne           | 29 august 1938         | 2        | Liverpool           |
| 16  | M    | Martin Peters         | 8 noiembrie 1943       | 3        | West Ham            |
| 17  | F    | Ron Flowers           | 28 iulie 1934          | 49       | Wolves              |
| 18  | F    | Norman Hunter         | 24 octombrie 1943      | 4        | Leeds United        |
| 19  | A    | Terry Paine           | 23 martie 1939         | 18       | Southampton         |
| 20  | M    | Ian Callaghan         | 10 aprilie 1942        | 1        | Liverpool           |
| 21  | A    | Roger Hunt            | 20 iulie 1938          | 13       | Liverpool           |
| 22  | M    | George Eastham        | 23 septembrie 1936     | 19       | Arsenal             |

### Franța
Antrenor principal: Henri Guérin
| Nr. | Poz. | Jucător                   | Data nașterii (vârsta) | Selecții | Club               |
| --- | ---- | ------------------------- | ---------------------- | -------- | ------------------ |
| 1   | P    | Marcel Aubour             | 17 iunie 1940          | 11       | Lyon               |
| 2   | F    | Marcel Artelesa (căpitan) | 2 iulie 1938           | 17       | Monaco             |
| 3   | A    | Edmond Baraffe            | 19 octombrie 1942      | 3        | Toulouse FC (1937) |
| 4   | M    | Joseph Bonnel             | 4 ianuarie 1939        | 18       | Valenciennes       |
| 5   | F    | Bernard Bosquier          | 19 iunie 1942          | 9        | Sochaux            |
| 6   | F    | Robert Budzynski          | 21 mai 1940            | 4        | Nantes             |
| 7   | F    | André Chorda              | 20 februarie 1938      | 20       | Bordeaux           |
| 8   | A    | Nestor Combin             | 29 decembrie 1940      | 6        | Varese⁠(d)          |
| 9   | A    | Didier Couécou            | 25 iulie 1944          | 0        | Bordeaux           |
| 10  | F    | Héctor De Bourgoing       | 23 iulie 1934          | 2        | Bordeaux           |
| 11  | F    | Gabriel De Michele        | 6 martie 1941          | 0        | Nantes             |
| 12  | F    | Jean Djorkaeff            | 27 octombrie 1939      | 7        | Lyon               |
| 13  | A    | Philippe Gondet           | 17 mai 1942            | 5        | Nantes             |
| 14  | A    | Gérard Hausser            | 18 martie 1939         | 9        | Strasbourg         |
| 15  | M    | Yves Herbet               | 17 august 1945         | 4        | Sedan              |
| 16  | M    | Robert Herbin             | 30 martie 1939         | 17       | Etienne            |
| 17  | M    | Lucien Muller             | 3 septembrie 1934      | 16       | Barcelona          |
| 18  | F    | Jean-Claude Piumi         | 27 mai 1940            | 2        | Valenciennes       |
| 19  | A    | Laurent Robuschi          | 5 octombrie 1935       | 4        | Bordeaux           |
| 20  | M    | Jacques Simon             | 25 martie 1941         | 5        | Nantes             |
| 21  | P    | Georges Carnus            | 13 august 1942         | 1        | Stade Français     |
| 22  | P    | Johnny Schuth             | 7 decembrie 1941       | 0        | Strasbourg         |

### Mexic
Antrenor principal: Ignacio Tréllez
| Nr. | Poz. | Jucător                | Data nașterii (vârsta) | Selecții | Club         |
| --- | ---- | ---------------------- | ---------------------- | -------- | ------------ |
| 1   | P    | Antonio Carbajal       | 7 iunie 1929           |          | Club León    |
| 2   | F    | Arturo Chaires         | 14 martie 1937         |          | Guadalajara  |
| 3   | F    | Gustavo Peña (căpitan) | 22 noiembrie 1941      |          | CD Oro       |
| 4   | F    | Jesús del Muro         | 30 noiembrie 1937      |          | CD Veracruz  |
| 5   | M    | Ignacio Jáuregui       | 31 iulie 1938          |          | Monterrey    |
| 6   | M    | Isidoro Díaz           | 14 martie 1940         |          | Guadalajara  |
| 7   | A    | Felipe Ruvalcaba       | 16 februarie 1941      |          | CD Oro       |
| 8   | A    | Aarón Padilla          | 10 iulie 1942          |          | Pumas        |
| 9   | M    | Ernesto Cisneros       | 26 octombrie 1940      |          | Atlas        |
| 10  | A    | Javier Fragoso         | 19 aprilie 1942        |          | Club América |
| 11  | A    | Francisco Jara         | 3 februarie 1941       |          | Tigres       |
| 12  | P    | Ignacio Calderón       | 13 decembrie 1943      |          | Guadalajara  |
| 13  | M    | José Luis González     | 14 septembrie 1942     |          | Necaxa       |
| 14  | F    | Gabriel Núñez          | 6 februarie 1942       |          | CD Zacatepec |
| 15  | M    | Guillermo Hernández    | 25 iunie 1942          |          | Atlas        |
| 16  | M    | Luis Regueiro          | 22 decembrie 1943      |          | Pumas        |
| 17  | M    | Magdaleno Mercado      | 4 aprilie 1944         |          | Atlas        |
| 18  | A    | Elías Muñoz            | 3 noiembrie 1941       |          | Tigres       |
| 19  | A    | Salvador Reyes         | 20 septembrie 1936     |          | Guadalajara  |
| 20  | A    | Enrique Borja          | 20 decembrie 1945      |          | Pumas        |
| 21  | A    | Ramiro Navarro         | 25 mai 1943            |          | CD Oro       |
| 22  | P    | Javier Vargas          | 22 noiembrie 1941      |          | Atlas        |

### Uruguay
Antrenor principal: Ondino Viera
| Nr. | Poz. | Jucător                  | Data nașterii (vârsta) | Selecții | Club              |
| --- | ---- | ------------------------ | ---------------------- | -------- | ----------------- |
| 1   | P    | Ladislao Mazurkiewicz    | 14 februarie 1945      | 6        | Peñarol           |
| 2   | F    | Horacio Troche (căpitan) | 14 februarie 1936      | 25       | CA Cerro          |
| 3   | F    | Jorge Manicera           | 4 noiembrie 1938       | 15       | Club Nacional     |
| 4   | M    | Pablo Forlán             | 14 iulie 1945          | 2        | Peñarol           |
| 5   | F    | Néstor Gonçalves         | 27 aprilie 1936        | 37       | Peñarol           |
| 6   | M    | Omar Caetano             | 8 noiembrie 1938       | 12       | Peñarol           |
| 7   | M    | Julio César Cortés       | 29 martie 1941         | 12       | Peñarol           |
| 8   | A    | José Urruzmendi          | 25 august 1944         | 12       | Club Nacional     |
| 9   | A    | José Sasía               | 27 decembrie 1933      | 43       | Defensor Sporting |
| 10  | A    | Pedro Rocha              | 3 decembrie 1942       | 20       | Peñarol           |
| 11  | A    | Domingo Pérez            | 7 iunie 1936           | 19       | Club Nacional     |
| 12  | P    | Roberto Sosa             | 14 iunie 1935          | 19       | Club Nacional     |
| 13  | F    | Nelson Díaz              | 12 ianuarie 1942       | 8        | Peñarol           |
| 14  | F    | Emilio Álvarez           | 10 februarie 1939      | 15       | Club Nacional     |
| 15  | F    | Luis Ubiñas              | 7 iunie 1940           | 4        | Rampla Juniors    |
| 16  | F    | Eliseo Álvarez           | 9 august 1940          | 6        | Rampla Juniors    |
| 17  | M    | Héctor Salvá             | 27 noiembrie 1939      | 8        | Danubio           |
| 18  | A    | Milton Viera             | 11 mai 1946            | 2        | Club Nacional     |
| 19  | M    | Héctor Silva             | 1 februarie 1940       | 18       | Peñarol           |
| 20  | F    | Luis Ramos               | 9 octombrie 1939       | 2        | Club Nacional     |
| 21  | M    | Víctor Espárrago         | 6 octombrie 1944       | 6        | Club Nacional     |
| 22  | P    | Walter Taibo             | 7 martie 1931          | 31       | Peñarol           |

## Grupa 2

### Argentina
Antrenor principal: Juan Carlos Lorenzo
| Nr. | Poz. | Jucător                  | Data nașterii (vârsta) | Selecții | Club          |
| --- | ---- | ------------------------ | ---------------------- | -------- | ------------- |
| 1   | P    | Antonio Roma             | 13 iulie 1932          |          | Boca Juniors  |
| 2   | P    | Rolando Irusta           | 27 martie 1938         |          | Lanús         |
| 3   | P    | Hugo Gatti               | 19 august 1944         |          | River Plate   |
| 4   | F    | Roberto Perfumo          | 3 octombrie 1942       |          | Racing Club   |
| 5   | M    | José Varacka             | 27 mai 1932            |          | San Lorenzo   |
| 6   | M    | Oscar Calics             | 18 noiembrie 1939      |          | San Lorenzo   |
| 7   | F    | Silvio Marzolini         | 4 octombrie 1940       |          | Boca Juniors  |
| 8   | F    | Roberto Ferreiro         | 25 aprilie 1935        |          | Independiente |
| 9   | M    | Carmelo Simeone          | 22 septembrie 1934     |          | Boca Juniors  |
| 10  | M    | Antonio Rattín (căpitan) | 16 mai 1937            |          | Boca Juniors  |
| 11  | M    | José Omar Pastoriza      | 23 mai 1942            |          | Independiente |
| 12  | M    | Rafael Albrecht          | 23 august 1941         |          | San Lorenzo   |
| 13  | F    | Nelson López             | 24 iunie 1941          |          | Banfield      |
| 14  | A    | Mario Chaldú             | 6 iunie 1942           |          | San Lorenzo   |
| 15  | M    | Jorge Solari             | 11 noiembrie 1941      |          | River Plate   |
| 16  | A    | Alberto González         | 21 august 1941         |          | Boca Juniors  |
| 17  | M    | Juan Carlos Sarnari      | 22 ianuarie 1942       |          | River Plate   |
| 18  | A    | Alfredo Rojas            | 20 februarie 1937      |          | Boca Juniors  |
| 19  | A    | Luis Artime              | 2 decembrie 1938       |          | Independiente |
| 20  | A    | Ermindo Onega            | 30 aprilie 1940        |          | River Plate   |
| 21  | A    | Oscar Más                | 29 octombrie 1946      |          | River Plate   |
| 22  | A    | Aníbal Tarabini          | 4 august 1941          |          | Independiente |

### Spania
Antrenor principal: José Villalonga
| Nr. | Poz. | Jucător                | Data nașterii (vârsta) | Selecții | Club            |
| --- | ---- | ---------------------- | ---------------------- | -------- | --------------- |
| 1   | P    | José Ángel Iribar      | 1 martie 1943          | 9        | Athletic Bilbao |
| 2   | F    | Manuel Sanchís         | 26 martie 1938         | 2        | Real Madrid     |
| 3   | F    | Eladio                 | 18 noiembrie 1940      | 1        | Barcelona       |
| 4   | M    | Luis del Sol           | 6 aprilie 1935         | 14       | Juventus        |
| 5   | M    | Ignacio Zoco (căpitan) | 31 iulie 1939          | 19       | Real Madrid     |
| 6   | F    | Jesús Glaría           | 2 ianuarie 1942        | 7        | Atlético Madrid |
| 7   | M    | José Ufarte            | 17 mai 1941            | 6        | Atlético Madrid |
| 8   | M    | Amancio                | 16 octombrie 1939      | 9        | Real Madrid     |
| 9   | A    | Marcelino              | 29 aprilie 1940        | 12       | Zaragoza        |
| 10  | A    | Luis Suárez            | 2 mai 1935             | 29       | Inter Milano    |
| 11  | A    | Francisco Gento        | 21 octombrie 1933      | 36       | Real Madrid     |
| 12  | P    | Antonio Betancort      | 13 martie 1938         | 2        | Real Madrid     |
| 13  | P    | Miguel Reina           | 24 ianuarie 1946       | 0        | Córdoba         |
| 14  | F    | Feliciano Rivilla      | 21 august 1936         | 26       | Atlético Madrid |
| 15  | F    | Severino Reija         | 25 noiembrie 1938      | 11       | Zaragoza        |
| 16  | F    | Ferran Olivella        | 22 iunie 1936          | 18       | Barcelona       |
| 17  | M    | Gallego                | 4 martie 1944          | 0        | Barcelona       |
| 18  | M    | Pirri                  | 11 martie 1945         | 0        | Real Madrid     |
| 19  | A    | Josep Maria Fusté      | 15 aprilie 1941        | 5        | Barcelona       |
| 20  | M    | Joaquín Peiró          | 29 ianuarie 1936       | 10       | Inter Milano    |
| 21  | M    | Adelardo               | 26 septembrie 1939     | 10       | Atlético Madrid |
| 22  | A    | Carlos Lapetra         | 29 noiembrie 1938      | 12       | Zaragoza        |

### Elveția
Antrenor principal:  Alfredo Foni
| Nr. | Poz. | Jucător                  | Data nașterii (vârsta) | Selecții | Club                 |
| --- | ---- | ------------------------ | ---------------------- | -------- | -------------------- |
| 1   | P    | Karl Elsener             | 13 august 1934         | 32       | Lausanne-Sport       |
| 2   | F    | Willy Allemann           | 10 iunie 1942          | 1        | FC Grenchen          |
| 3   | F    | Kurt Armbruster          | 16 septembrie 1934     | 3        | Lausanne-Sport       |
| 4   | M    | Heinz Bäni               | 18 noiembrie 1936      | 7        | Zürich               |
| 5   | F    | René Brodmann (căpitan)  | 25 octombrie 1933      | 3        | Zürich               |
| 6   | M    | Richard Dürr             | 1 decembrie 1938       | 17       | Lausanne-Sport       |
| 7   | M    | Hansruedi Führer         | 24 decembrie 1937      | 6        | Young Boys           |
| 8   | M    | Vittore Gottardi         | 24 septembrie 1941     | 0        | Lugano               |
| 9   | M    | André Grobéty            | 22 iunie 1933          | 39       | Lausanne-Sport       |
| 10  | A    | Robert Hosp              | 13 decembrie 1939      | 11       | Lausanne-Sport       |
| 11  | A    | Köbi Kuhn                | 12 octombrie 1943      | 18       | Zürich               |
| 12  | P    | Léo Eichmann             | 24 decembrie 1936      | 1        | FC La Chaux-de-Fonds |
| 13  | A    | Fritz Künzli             | 8 ianuarie 1946        | 2        | Zürich               |
| 14  | F    | Werner Leimgruber        | 2 septembrie 1934      | 9        | Zürich               |
| 15  | M    | Karl Odermatt            | 17 decembrie 1942      | 6        | Basel                |
| 16  | A    | René-Pierre Quentin      | 5 august 1943          | 7        | Sion                 |
| 17  | A    | Jean-Claude Schindelholz | 11 octombrie 1940      | 10       | Servette             |
| 18  | F    | Heinz Schneiter          | 12 aprilie 1935        | 43       | Young Boys           |
| 19  | M    | Xavier Stierli           | 29 octombrie 1940      | 7        | Zürich               |
| 20  | F    | Ely Tacchella            | 25 mai 1936            | 26       | Lausanne-Sport       |
| 21  | M    | Georges Vuilleumier      | 21 septembrie 1944     | 5        | Lausanne-Sport       |
| 22  | P    | Mario Prosperi           | 4 august 1945          | 3        | Lugano               |

### Germania de Vest
Antrenor principal: Helmut Schön
| Nr. | Poz. | Jucător                 | Data nașterii (vârsta) | Selecții | Club                |
| --- | ---- | ----------------------- | ---------------------- | -------- | ------------------- |
| 1   | P    | Hans Tilkowski          | 12 iulie 1935          | 32       | Dortmund            |
| 2   | F    | Horst-Dieter Höttges    | 10 septembrie 1943     | 13       | Werder Bremen       |
| 3   | F    | Karl-Heinz Schnellinger | 31 martie 1939         | 31       | Milan               |
| 4   | M    | Franz Beckenbauer       | 11 septembrie 1945     | 8        | Bayern              |
| 5   | F    | Willi Schulz            | 4 octombrie 1938       | 31       | Hamburg             |
| 6   | F    | Wolfgang Weber          | 26 iunie 1944          | 12       | Köln                |
| 7   | M    | Albert Brülls           | 26 martie 1937         | 23       | Brescia             |
| 8   | A    | Helmut Haller           | 21 iulie 1939          | 22       | Bologna             |
| 9   | A    | Uwe Seeler (căpitan)    | 5 noiembrie 1936       | 48       | Hamburg             |
| 10  | A    | Sigfried Held           | 7 august 1942          | 4        | Dortmund            |
| 11  | A    | Lothar Emmerich         | 29 noiembrie 1941      | 1        | Dortmund            |
| 12  | M    | Wolfgang Overath        | 29 septembrie 1943     | 16       | Köln                |
| 13  | A    | Heinz Hornig            | 28 septembrie 1937     | 7        | Köln                |
| 14  | F    | Friedel Lutz            | 21 ianuarie 1939       | 11       | Eintracht Frankfurt |
| 15  | F    | Bernd Patzke            | 14 martie 1943         | 2        | 1860 München        |
| 16  | M    | Max Lorenz              | 19 august 1939         | 7        | Werder Bremen       |
| 17  | F    | Wolfgang Paul           | 25 ianuarie 1940       | 0        | Dortmund            |
| 18  | F    | Klaus-Dieter Sieloff    | 27 februarie 1942      | 8        | Stuttgart           |
| 19  | A    | Werner Krämer           | 26 aprilie 1936        | 11       | Duisburg            |
| 20  | A    | Jürgen Grabowski        | 7 iulie 1944           | 3        | Eintracht Frankfurt |
| 21  | P    | Günter Bernard          | 4 noiembrie 1939       | 4        | Werder Bremen       |
| 22  | P    | Sepp Maier              | 28 februarie 1944      | 1        | Bayern              |

## Grupa 3

### Brazilia
Antrenor principal: Vicente Feola
| Nr. | Poz. | Jucător           | Data nașterii (vârsta) | Selecții | Club          |
| --- | ---- | ----------------- | ---------------------- | -------- | ------------- |
| 1   | P    | Gilmar            | 22 august 1930         |          | Santos        |
| 2   | F    | Djalma Santos     | 27 februarie 1929      |          | Palmeiras     |
| 3   | F    | Fidélis           | 13 martie 1944         |          | Bangu AC      |
| 4   | F    | Bellini (căpitan) | 7 iunie 1930           |          | Sao Paulo     |
| 5   | F    | Brito             | 9 august 1939          |          | Vasco da Gama |
| 6   | F    | Altair            | 21 ianuarie 1938       |          | Fluminense    |
| 7   | F    | Orlando           | 20 septembrie 1935     |          | Santos        |
| 8   | F    | Paulo Henrique    | 5 ianuarie 1943        |          | Flamengo      |
| 9   | F    | Rildo             | 23 ianuarie 1942       |          | Botafogo RJ   |
| 10  | A    | Pelé              | 23 octombrie 1940      |          | Santos        |
| 11  | M    | Gérson            | 11 ianuarie 1941       |          | Botafogo RJ   |
| 12  | P    | Manga             | 26 aprilie 1937        |          | Botafogo RJ   |
| 13  | M    | Denílson          | 28 martie 1943         |          | Fluminense    |
| 14  | M    | Lima              | 18 ianuarie 1942       |          | Santos        |
| 15  | M    | Zito              | 18 august 1932         |          | Santos        |
| 16  | A    | Garrincha         | 28 octombrie 1933      |          | Corinthians   |
| 17  | M    | Jairzinho         | 25 decembrie 1944      |          | Botafogo RJ   |
| 18  | A    | Alcindo           | 16 decembrie 1945      |          | Gremio        |
| 19  | A    | Silva             | 2 ianuarie 1940        |          | Flamengo      |
| 20  | M    | Tostão            | 25 ianuarie 1947       |          | Cruzeiro      |
| 21  | A    | Paraná            | 21 martie 1942         |          | Sao Paulo     |
| 22  | A    | Edu               | 6 august 1949          |          | Santos        |
| 24  | F    | Zeca              | 12 aprilie 1945        |          | Fluminense    |

### Bulgaria
Antrenor principal:  Rudolf Vytlačil
| Nr. | Poz. | Jucător                   | Data nașterii (vârsta) | Selecții | Club               |
| --- | ---- | ------------------------- | ---------------------- | -------- | ------------------ |
| 1   | P    | Georgi Naydenov           | 21 decembrie 1931      | 44       | ȚSKA Sofia         |
| 2   | F    | Aleksandar Shalamanov     | 4 septembrie 1941      | 12       | Slavia Sofia       |
| 3   | F    | Ivan Vutsov               | 14 decembrie 1939      | 18       | Levski Sofia       |
| 4   | F    | Boris Gaganelov (căpitan) | 7 octombrie 1941       | 20       | ȚSKA Sofia         |
| 5   | F    | Dimitar Penev             | 12 iulie 1945          | 16       | ȚSKA Sofia         |
| 6   | A    | Petar Zhekov              | 10 octombrie 1944      | 4        | Beroe Stara Zagora |
| 7   | M    | Dinko Dermendzhiev        | 2 iunie 1941           | 6        | Botev Plovdiv      |
| 8   | M    | Stoyan Kitov              | 27 august 1938         | 18       | Spartak Sofia      |
| 9   | A    | Georgi Asparuhov          | 4 mai 1943             | 26       | Levski Sofia       |
| 10  | F    | Dobromir Zhechev          | 12 noiembrie 1942      | 13       | Spartak Sofia      |
| 11  | A    | Ivan Kolev                | 1 noiembrie 1930       | 67       | ȚSKA Sofia         |
| 12  | M    | Vasil Metodiev            | 6 ianuarie 1935        | 17       | Lokomotiv Sofia    |
| 13  | A    | Dimitar Yakimov           | 12 august 1941         | 34       | ȚSKA Sofia         |
| 14  | A    | Nikola Kotkov             | 9 decembrie 1938       | 16       | Lokomotiv Sofia    |
| 15  | F    | Dimitar Largov            | 10 septembrie 1936     | 17       | Slavia Sofia       |
| 16  | A    | Aleksandar Kostov         | 5 martie 1938          | 7        | Levski Sofia       |
| 17  | A    | Stefan Abadzhiev          | 3 iulie 1934           | 25       | Levski Sofia       |
| 18  | M    | Evgeni Yanchovski         | 5 septembrie 1939      | 8        | Beroe Stara Zagora |
| 19  | F    | Vidin Apostolov           | 17 octombrie 1941      | 12       | Botev Plovdiv      |
| 20  | M    | Ivan Davidov              | 5 octombrie 1943       | 0        | Slavia Sofia       |
| 21  | P    | Simeon Simeonov           | 26 aprilie 1946        | 4        | Slavia Sofia       |
| 22  | P    | Ivan Deyanov              | 16 decembrie 1937      | 8        | Lokomotiv Sofia    |

### Ungaria
Antrenor principal: Lajos Baróti
| Nr. | Poz. | Jucător                | Data nașterii (vârsta) | Selecții | Club             |
| --- | ---- | ---------------------- | ---------------------- | -------- | ---------------- |
| 1   | P    | Antal Szentmihályi     | 3 iunie 1937           | 20       | Újpest           |
| 2   | F    | Benő Káposzta          | 7 iunie 1942           | 3        | Újpest           |
| 3   | F    | Sándor Mátrai          | 20 noiembrie 1932      | 71       | Ferencváros      |
| 4   | F    | Kálmán Sóvári          | 21 decembrie 1940      | 16       | Újpest           |
| 5   | F    | Kálmán Mészöly         | 16 iulie 1941          | 37       | Vasas SC         |
| 6   | M    | Ferenc Sipos (căpitan) | 13 decembrie 1932      | 71       | Honvéd Budapesta |
| 7   | A    | Ferenc Bene            | 17 decembrie 1944      | 17       | Újpest           |
| 8   | M    | Zoltán Varga           | 1 ianuarie 1945        | 3        | Ferencváros      |
| 9   | M    | Flórián Albert         | 15 septembrie 1941     | 51       | Ferencváros      |
| 10  | A    | János Farkas           | 27 martie 1942         | 13       | Vasas SC         |
| 11  | A    | Gyula Rákosi           | 9 octombrie 1938       | 27       | Ferencváros      |
| 12  | A    | Máté Fenyvesi          | 20 septembrie 1933     | 76       | Ferencváros      |
| 13  | M    | Imre Mathesz           | 25 martie 1937         | 5        | Vasas SC         |
| 14  | M    | István Nagy            | 14 aprilie 1939        | 19       | MTK Budapesta    |
| 15  | A    | Dezső Molnár           | 2 decembrie 1939       | 1        | Vasas SC         |
| 16  | A    | Lajos Tichy            | 21 martie 1935         | 71       | Honvéd Budapesta |
| 17  | F    | Gusztáv Szepesi        | 17 iulie 1939          | 2        | FC Tatabánya     |
| 18  | F    | Kálmán Ihász           | 6 decembrie 1941       | 9        | Vasas SC         |
| 19  | A    | Lajos Puskás           | 3 august 1944          | 2        | Vasas SC         |
| 20  | A    | Antal Nagy             | 16 mai 1944            | 3        | Honvéd Budapesta |
| 21  | P    | József Gelei           | 29 iunie 1938          | 7        | FC Tatabánya     |
| 22  | P    | István Géczi           | 13 iunie 1944          | 2        | Ferencváros      |

### Portugalia
Antrenor principal:  Otto Glória
| Nr. | Poz. | Jucător                | Data nașterii (vârsta) | Selecții | Club            |
| --- | ---- | ---------------------- | ---------------------- | -------- | --------------- |
| 1   | P    | Américo                | 6 martie 1933          |          | Porto           |
| 2   | P    | Joaquim Carvalho       | 18 aprilie 1937        |          | Sporting        |
| 3   | P    | José Pereira           | 15 septembrie 1931     |          | Belenenses      |
| 4   | F    | Vicente                | 24 septembrie 1935     |          | Belenenses      |
| 5   | F    | Germano                | 18 ianuarie 1933       |          | Benfica         |
| 6   | M    | Fernando Peres         | 8 ianuarie 1942        |          | Sporting        |
| 7   | A    | Ernesto Figueiredo     | 6 iulie 1937           |          | Sporting        |
| 8   | A    | João Lourenço          | 8 aprilie 1942         |          | Sporting        |
| 9   | M    | Hilário                | 19 martie 1939         |          | Sporting        |
| 10  | M    | Mário Coluna (căpitan) | 6 august 1935          |          | Benfica         |
| 11  | M    | António Simões         | 14 decembrie 1943      |          | Benfica         |
| 12  | M    | José Augusto           | 13 aprilie 1937        |          | Benfica         |
| 13  | A    | Eusébio                | 25 ianuarie 1942       |          | Benfica         |
| 14  | M    | Fernando Cruz          | 12 august 1940         |          | Benfica         |
| 15  | A    | Manuel Duarte          | 20 mai 1943            |          | Leixões         |
| 16  | M    | Jaime Graça            | 10 ianuarie 1942       |          | Vitoria Setubal |
| 17  | F    | João Morais            | 6 martie 1935          |          | Sporting        |
| 18  | A    | José Torres            | 8 septembrie 1938      |          | Benfica         |
| 19  | M    | Custódio Pinto         | 9 februarie 1942       |          | Porto           |
| 20  | F    | Alexandre Baptista     | 17 februarie 1941      |          | Sporting        |
| 21  | F    | José Carlos            | 22 septembrie 1941     |          | Sporting        |
| 22  | F    | Alberto Festa          | 21 iulie 1939          |          | Porto           |

## Grupa 4

### Chile
Antrenor principal: Luis Alamos
| Nr. | Poz. | Jucător                   | Data nașterii (vârsta) | Selecții | Club                      |
| --- | ---- | ------------------------- | ---------------------- | -------- | ------------------------- |
| 1   | A    | Pedro Araya               | 23 ianuarie 1942       | 20       | Club Universidad de Chile |
| 2   | F    | Hugo Berly                | 31 decembrie 1941      | 0        | Audax Italiano            |
| 3   | M    | Carlos Campos             | 14 februarie 1937      | 10       | Club Universidad de Chile |
| 4   | M    | Humberto Cruz             | 8 decembrie 1939       | 16       | Colo-Colo                 |
| 5   | F    | Humberto Donoso           | 9 octombrie 1938       | 14       | Club Universidad de Chile |
| 6   | F    | Luis Eyzaguirre           | 22 iunie 1939          | 38       | Club Universidad de Chile |
| 7   | F    | Elías Figueroa            | 25 octombrie 1946      | 7        | Santiago Wanderers        |
| 8   | A    | Alberto Fouilloux         | 22 noiembrie 1940      | 36       | U Católica '              |
| 9   | P    | Adán Godoy                | 26 noiembrie 1936      | 14       | U Católica                |
| 10  | M    | Roberto Hodge             | 30 iulie 1944          | 9        | Club Universidad de Chile |
| 11  | A    | Honorino Landa            | 1 iunie 1942           | 23       | Green Cross Temuco        |
| 12  | M    | Rubén Marcos              | 6 decembrie 1942       | 17       | Club Universidad de Chile |
| 13  | P    | Juan Olivares             | 20 februarie 1941      | 4        | Santiago Wanderers        |
| 14  | M    | Ignacio Prieto            | 23 septembrie 1943     | 15       | U Católica                |
| 15  | M    | Jaime Ramírez             | 14 august 1931         | 46       | Club Universidad de Chile |
| 16  | A    | Orlando Ramírez           | 7 mai 1943             | 11       | Club Universidad de Chile |
| 17  | M    | Leonel Sánchez            | 25 aprilie 1936        | 77       | Club Universidad de Chile |
| 18  | M    | Armando Tobar             | 7 iunie 1938           | 29       | U Católica                |
| 19  | A    | Francisco Valdés          | 19 martie 1943         | 11       | Colo-Colo                 |
| 20  | F    | Alberto Valentini         | 25 noiembrie 1938      | 17       | Colo-Colo                 |
| 21  | F    | Hugo Villanueva (căpitan) | 9 aprilie 1939         | 15       | Club Universidad de Chile |
| 22  | A    | Guillermo Yávar           | 26 martie 1943         | 11       | Club Universidad de Chile |

### Italia
Antrenor principal: Edmondo Fabbri
| Nr. | Poz. | Jucător                    | Data nașterii (vârsta) | Selecții | Club         |
| --- | ---- | -------------------------- | ---------------------- | -------- | ------------ |
| 1   | P    | Enrico Albertosi           | 2 noiembrie 1939       | 10       | Fiorentina   |
| 2   | P    | Roberto Anzolin            | 18 aprilie 1938        | 1        | Juventus     |
| 3   | M    | Paolo Barison              | 23 iunie 1936          | 7        | Roma         |
| 4   | M    | Giacomo Bulgarelli         | 24 octombrie 1940      | 24       | Bologna      |
| 5   | F    | Tarcisio Burgnich          | 25 aprilie 1939        | 12       | Inter Milano |
| 6   | F    | Giacinto Facchetti         | 18 iulie 1942          | 21       | Inter Milano |
| 7   | M    | Romano Fogli               | 21 ianuarie 1938       | 11       | Bologna      |
| 8   | F    | Aristide Guarneri          | 7 martie 1938          | 12       | Inter Milano |
| 9   | F    | Francesco Janich           | 27 martie 1937         | 5        | Bologna      |
| 10  | A    | Antonio Juliano            | 1 ianuarie 1943        | 1        | Napoli       |
| 11  | F    | Spartaco Landini           | 31 ianuarie 1944       | 1        | Inter Milano |
| 12  | M    | Gianfranco Leoncini        | 25 septembrie 1939     | 1        | Juventus     |
| 13  | M    | Giovanni Lodetti           | 10 august 1942         | 12       | Milan        |
| 14  | A    | Sandro Mazzola             | 8 noiembrie 1942       | 19       | Inter Milano |
| 15  | A    | Luigi Meroni               | 24 februarie 1943      | 5        | Torino       |
| 16  | A    | Ezio Pascutti              | 1 iunie 1937           | 15       | Bologna      |
| 17  | M    | Marino Perani              | 27 octombrie 1939      | 2        | Bologna      |
| 18  | P    | Pierluigi Pizzaballa       | 14 septembrie 1939     | 1        | Atalanta     |
| 19  | A    | Gianni Rivera              | 18 august 1943         | 23       | Milan        |
| 20  | A    | Francesco Rizzo            | 30 mai 1943            | 2        | Cagliari     |
| 21  | F    | Roberto Rosato             | 18 august 1943         | 12       | Torino       |
| 22  | F    | Sandro Salvadore (căpitan) | 29 noiembrie 1939      | 27       | Juventus     |

### Coreea de Nord
Antrenor principal: Myung Rye-Hyun
| Nr. | Poz. | Jucător                 | Data nașterii (vârsta) | Selecții | Club         |
| --- | ---- | ----------------------- | ---------------------- | -------- | ------------ |
| 1   | P    | Lee Chang-Myung         | 2 ianuarie 1947        |          | Kigwancha SC |
| 2   | F    | Pak Li-Sup              | 6 ianuarie 1944        |          | Amrokgang SC |
| 3   | F    | Shin Yung-Kyoo          | 30 martie 1942         |          | Moranbong SC |
| 4   | M    | Kang Bong-Chil          | 7 noiembrie 1943       |          | April 25 SC  |
| 5   | F    | Lim Zoong-Sun           | 16 iulie 1943          |          | Moranbong SC |
| 6   | M    | Im Seung-Hwi            | 3 februarie 1946       |          | April 25 SC  |
| 7   | A    | Pak Doo-Ik              | 17 martie 1942         |          | Moranbong SC |
| 8   | A    | Pak Seung-Zin (căpitan) | 11 ianuarie 1941       |          | Moranbong SC |
| 9   | P    | Lee Keun-Hak            | 7 iulie 1940           |          | Moranbong SC |
| 10  | A    | Kang Ryong-Woon         | 25 aprilie 1942        |          | Rodongja SC  |
| 11  | M    | Han Bong-Zin            | 2 septembrie 1945      |          | April 25 SC  |
| 12  | A    | Kim Seung-Il            | 2 septembrie 1945      |          | Moranbong SC |
| 13  | F    | Oh Yoon-Kyung           | 6 august 1941          |          | August SC    |
| 14  | F    | Ha Jung-Won             | 20 aprilie 1942        |          | August SC    |
| 15  | A    | Yang Seung-Kook         | 19 august 1944         |          | Kigwancha SC |
| 16  | M    | Li Dong-Woon            | 4 iulie 1945           |          | Rodongja SC  |
| 17  | M    | Kim Bong-Hwan           | 4 iulie 1939           |          | Kigwancha SC |
| 18  | M    | Ke Seung-Woon           | 26 decembrie 1943      |          | Rodongja SC  |
| 19  | F    | Kim Yung-Kil            | 29 ianuarie 1944       |          | Rodongja SC  |
| 20  | F    | Ryoo Chang-Kil          | 5 noiembrie 1940       |          | Kigwancha SC |
| 21  | M    | An Se-Bok               | 29 octombrie 1946      |          | Amrokgang SC |
| 22  | A    | Li Chi-An               | 7 iulie 1945           |          | April 25 SC  |

### Uniunea Sovietică
Antrenor principal: Nikolai Morozov
| Nr. | Poz. | Jucător                      | Data nașterii (vârsta) | Selecții | Club            |
| --- | ---- | ---------------------------- | ---------------------- | -------- | --------------- |
| 1   | P    | Lev Iașin                    | 22 octombrie 1929      | 63       | Dinamo Mos.     |
| 2   | A    | Viktor Serebryanikov         | 29 martie 1940         | 7        | Dinamo Kiev     |
| 3   | F    | Leonid Ostrovskiy            | 17 ianuarie 1936       | 7        | Dinamo Kiev     |
| 4   | F    | Vladimir Ponomaryov          | 18 februarie 1940      | 16       | CSKA Moscova    |
| 5   | M    | Valentin Afonin              | 22 decembrie 1939      | 10       | SKA Rostov      |
| 6   | F    | Albert Shesternyov (căpitan) | 20 iunie 1941          | 28       | CSKA Moscova    |
| 7   | M    | Murtaz Khurtsilava           | 5 ianuarie 1943        | 5        | Dinamo Tbilisi  |
| 8   | M    | Yozhef Sabo                  | 29 februarie 1940      | 10       | Dinamo Kiev     |
| 9   | F    | Viktor Getmanov              | 4 mai 1940             | 5        | SKA Rostov      |
| 10  | F    | Vasiliy Danilov              | 13 mai 1941            | 13       | Zenit           |
| 11  | M    | Igor Chislenko               | 4 ianuarie 1939        | 26       | Dinamo Mos.     |
| 12  | M    | Valery Voronin               | 17 iulie 1939          | 46       | Torpedo Mos.    |
| 13  | F    | Alexey Korneyev              | 6 februarie 1939       | 4        | Spartak Moscova |
| 14  | M    | Georgi Sichinava             | 15 septembrie 1944     | 5        | Dinamo Tbilisi  |
| 15  | A    | Galimzyan Khusainov          | 27 iunie 1937          | 26       | Spartak Moscova |
| 16  | A    | Slava Metreveli              | 30 mai 1936            | 42       | Dinamo Tbilisi  |
| 17  | A    | Valeriy Porkujan             | 4 octombrie 1944       | 0        | Dinamo Kiev     |
| 18  | A    | Anatoliy Banishevskiy        | 23 februarie 1946      | 13       | Neftçi Baku     |
| 19  | A    | Eduard Malofeyev             | 2 iunie 1942           | 15       | Dinamo Minsk    |
| 20  | A    | Eduard Markarov              | 20 iunie 1942          | 1        | Neftçi Baku     |
| 21  | P    | Anzor Kavazashvili           | 19 iulie 1940          | 9        | Torpedo Mos.    |
| 22  | P    | Viktor Bannikov              | 28 aprilie 1938        | 7        | Dinamo Kiev     |